# كين تورنبول
كين تورنبول هو لاعب كرة القدم الكندية كندي، ولد في 1921 في تورونتو في كندا، وتوفي في 1 سبتمبر 2008.

## وصلات خارجية
- كين تورنبول على موقع JustSportsStats.com (الإنجليزية)